# اوبرتراوبلینگ
اوبرتراوبلینگ (به آلمانی: Obertraubling) یک شهر در آلمان است که در بایرن واقع شده‌است.

## خصوصیات
اوبرتراوبلینگ ۲۴٫۸۲ کیلومترمربع مساحت دارد ۳۴۴ متر بالاتر از سطح دریا واقع شده‌است.